# Patientengeschichte
Patientengeschichte ist ein Teilgebiet der Sozialgeschichte der Medizin. Sie erforscht die Sichtweise von Patienten auf ihr Leiden und die in diesem Zusammenhang von Ärzten oder Angehörigen anderer Heilberufe vollzogenen medizinischen Handlungen. Aspekte der sozialen Wahrnehmung und Aushandlungsprozesse zwischen Experten und Laien stehen im Zentrum des Interesses der Patientengeschichtsschreibung.

## Methodik und Geschichte des Fachgebietes
Patientengeschichte ist, so Burkhart Brückner, eine Geschichte der subjektiven Quellen. Patientengeschichtliche Arbeiten gründen insbesondere auf der Untersuchung von Selbstzeugnissen (Autobiografien, Tagebücher und Briefe), aber auch von Krankengeschichten, Krankenakten und Fremdzeugnissen wie ärztlichen Fallgeschichten. Herangezogen werden darüber hinaus Zeichnungen, Fotografien und Gegenstände des täglichen Gebrauchs.
Es war der britische Historiker Roy Porter, der 1985 forderte, Medizingeschichte aus Sicht der Patienten zu schreiben. Überwunden werden sollte dadurch die bis dahin gegebene Ärztezentrierung und Festlegung auf eine Auswertung gelehrter Texte.